# D.Gray-man
D.Gray-man ist eine Manga-Serie der japanischen Zeichnerin Katsura Hoshino. Der Manga wird der Shōnen-Gattung zugeordnet.

## Handlung
In einer alternativen Welt des 19. Jahrhunderts wird der junge Allen Walker zu einem Exorzisten. Zusammen mit anderen Exorzisten, den Mitgliedern des Schwarzen Ordens, ist es seine Aufgabe, den Millennium-Grafen aufzuhalten, dessen Ziel es ist, die Welt zu zerstören.
Der Graf bedient sich zu diesem Ziel des Leides der Menschen: Wenn ein geliebter Mensch gestorben ist, erscheint er den Angehörigen, denen er verspricht, die Verstorbenen zurückzubringen, wenn sie den Toten nur beim Namen rufen. Dadurch erwachen die Seelen der Toten wieder, allerdings nicht mehr als Menschen, sondern als Akuma, einer maschinellen Waffe mit darin gefangener Menschenseele. Akuma greifen Menschen an und töten sie, um in ein höheres Level aufzusteigen. Sie töten in der Regel auch denjenigen, der sie zurückgeholt hat und schlüpfen in seinen Körper, was es schwierig macht, sie als Akuma zu erkennen.
Nur wenige auserwählte Menschen können die Akuma vernichten. Diese Auserwählten können sich mit dem sog. „Innocence“ synchronisieren und diese Kraft als mächtige Waffe im Kampf gegen die Akuma einsetzen. Die Exorzisten des Schwarzen Ordens sind diese Auserwählten und besitzen die Macht, die Seelen zu befreien und den Grafen so seiner Diener zu berauben.
Sie müssen die auf der ganzen Welt verstreuten Innocencen suchen und dabei immer wieder gegen den Grafen und seine Helfer antreten.

## Charaktere

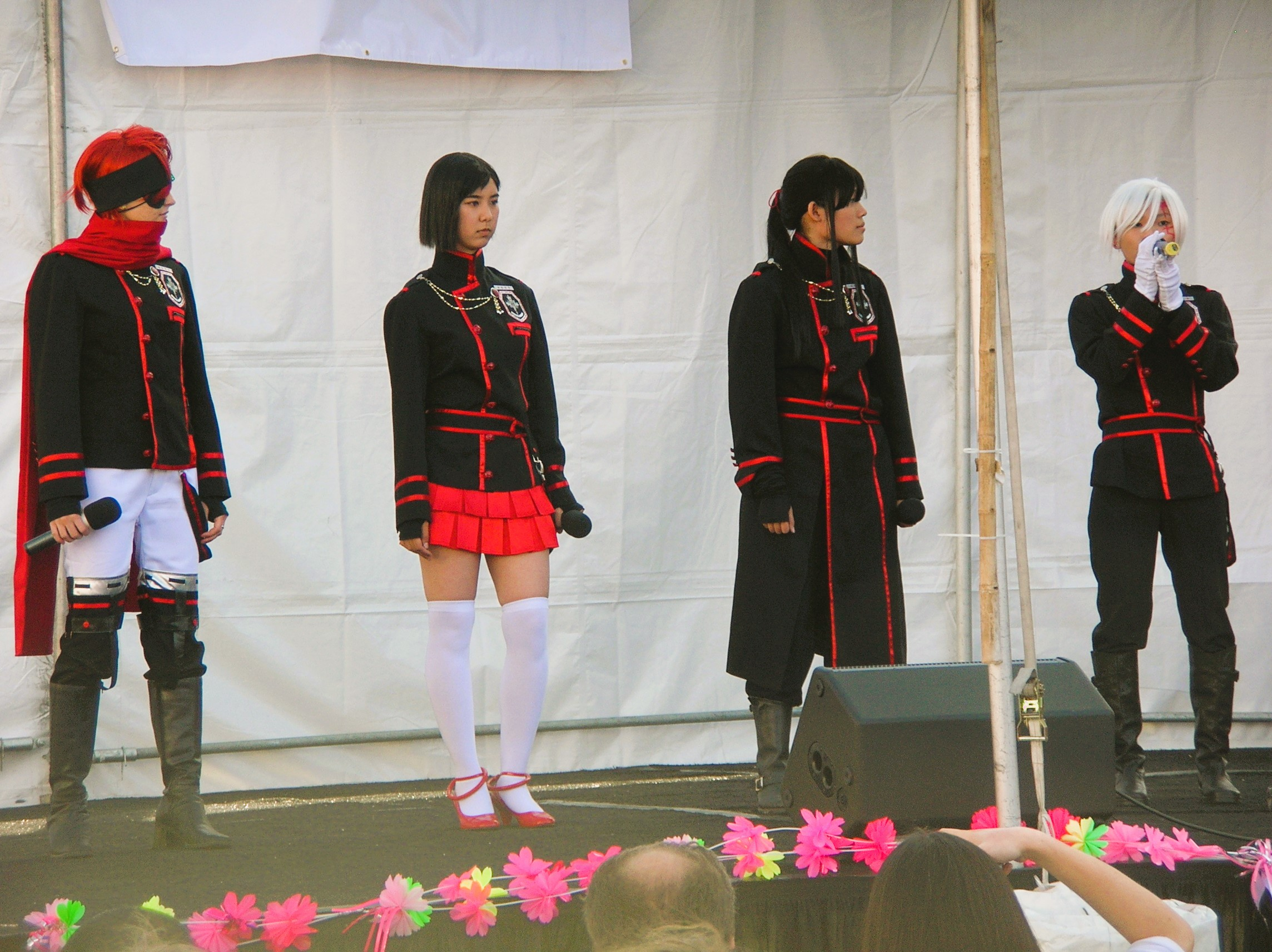
D.Gray-man-Cosplayer, v. l. n. r. Lavi, Lenalee Lee, Yu Kanda, und Allen Walker

### Der Schwarze Orden
Allen Walker (アレン･ウォーカー, Aren Wōkā)
Allen ist der Hauptcharakter von D.Gray-Man. Er ist fünfzehn Jahre alt, ist aber einer der stärksten Gegner. Als kleiner Junge bat Allen den Millennium-Grafen darum, dass er seinen Adoptivvater Mana wiederbeleben möge. Als dieser als Akuma wieder auferstand, belegte er Allen mit einem Fluch, durch den dieser fortan mit seinem linken Auge die Akuma, bzw. ihre gefangenen Seelen erkennen kann. Als der Graf Mana den Befehl gab Allen zu töten, aktivierte sich die Anti-Akuma-Waffe, der linke Arm des Jungen, so dass er das Akuma besiegen konnte. Bevor Manas Seele verschwand bedankte er sich noch bei Allen mit den Worten: „Ich liebe dich“. Während Allen am Anfang glaubt, Mana habe dies aus Hass getan, erkennt er später, dass das Auge ihm die Pein der Seelen zeigen und ihn stets an seine Aufgabe erinnern soll. Dadurch behält Allen sein mitfühlendes Herz und versucht stets, die Seelen der Akuma zu retten. Seine Waffe ist vom Parasitentyp, was bedeutet, dass Allens Hand selbst die Waffe ist. Wegen seines Innocence hat Allen einen unglaublichen Appetit. Hevlaska nennt ihn bei ihrer ersten Begegnung „Zerstörer der Zeit“ und setzt große Hoffnung in ihn. Im Laufe der Handlung entwickelt sich sein Innocence zum so genannten Crown Clown einem weißen Umhang mit einer Karneval ähnlichen Maske weiter. Auch kann er seinen Arm nun zu einem Schwert transformieren, welches wie ein Gegenstück zu der Waffe des Millennium Grafen aussieht und nur auf Noahs und Akuma wirkt, während dieser ersten Transformation erreicht er die kritischen 100 Prozent Synchronisation, also ist seine Stärke verhältnismäßig auf dem Stand eines Marschalls, zu dem er dann auch wird. Zudem ist er die Wiedergeburt eines Noah, dem 14 auch Neah genannt, welcher wie sich im späteren Verlauf der Handlung offenbart Manas Bruder war.
Lenalee Lee (リナリー･リー, Rinarī Rī, Linali Li)
Die 16-jährige Lenalee ist Exorzistin und die jüngere Schwester von Abteilungsleiter Komui Lee. Ihre Waffe, die „Dark Boots“, erlauben es ihr, sich sehr schnell fortzubewegen, auf Wasser zu gehen und, indem sie auf Schallwellen läuft, Schallgeschwindigkeit zu erreichen. Sie hat eine fröhliche Natur und baut eine sehr freundschaftliche Beziehung zu Allen auf. Im Manga entwickelt sich ihr Innocence zu einem Kristalltyp weiter.
Yu Kanda (カンダ･ユウ, Kanda Yū)
Kanda ist ein sehr strenger, auf seine Aufgabe bedachter und unsozialer Mensch, der stets starke Meinungsverschiedenheiten mit Allen hat. Vor allem in der Frage nach dem Wert des Lebens eines Einzelnen sind sie sich nicht einig. Seine Waffe ist „Mugen“ („Phantasie“), ein Katana. Er zieht es zudem vor nur bei seinem Nachnamen genannt zu werden. Kanda gehört den zweiten Exorzisten an. Im Manga entwickelt sich seine Innocence ebenfalls zu einem Kristalltyp weiter.
Lavi (ラビ, Rabi)
Er ist Exorzist und zugleich Schüler des Bookman (Buchmann – Leute die die Geschichten aufschreiben, die nicht ans Tageslicht gekommen sind und der Nachwelt weitergeben). Das bringt ihn häufig in Zwickmühlen, da seine Aufgabe eigentlich darin besteht, zu beobachten und die Geschichte zu archivieren, so dass er sich aus Kämpfen heraushalten sollte. Dennoch wird auch er in brenzligen Situationen gefordert. Er benutzt einen Hammer, dessen Größe er nach Belieben verändern, die Elemente Feuer und Donner als Angriff verwenden und die Naturgesetze beeinflussen kann. Da er ein optimistisches und leichtes Gemüt hat, freundet er sich schnell mit Allen und Lenalee an. Außerdem liebt er es Kanda bei seinem Vornamen zu nennen und ihn damit zu ärgern.
Miranda Lotto (ミランダ･ロットー, Miranda Rottō)
Da sie eine sehr pessimistische, ungeschickte und melancholische Person war, wünschte sie sich von ihrer Uhr, dass der nächste Morgen niemals kommen möge . Überraschenderweise wurde ihr Wunsch erfüllt, und seitdem wiederholt sich der Tag in der Stadt, in der sie zu Beginn lebt, ständig, bis Allen und Lenalee ihr helfen können. Sie entdecken, dass Miranda ebenfalls das „Innocence“ benutzen kann. Sie schließt sich dem schwarzen Orden an und soll später die Einsatzgruppe Cross nach dem Verlust von Allens Innocence unterstützen. Miranda verfügt über die Fähigkeit „Time Record“, mit der sie temporär alles in seinen ursprünglichen Zustand zurückversetzen kann.
Aleyster Crowley (アレイスター･クロウリー, Areisutā Kurōrī, vgl. Aleister Crowley)
Von den Dorfbewohnern für einen Vampir gehalten, zog er sich in sein Schloss zurück. Dort geriet er unter den Einfluss eines Akuma (Aleisters erste „große“ Liebe), bis Allen und Rabi sich dessen annehmen. Daraufhin wurde Aleister Exorzist, da bemerkt wurde, dass seine Zähnen seine Anti-Akuma Waffe sind und seine Innocence in einer Fleischfressenden Pflanze von Marshall Cross Marian ruhte, welche Allen während seiner Ausbildung versorgte. Auf seiner Durchreise brachte dieser die Pflanze als Geschenk in Aleisters Schloss, wo sie ihn biss und ihm die Innocence injizierte. Er hat immer nur die Dorfbewohner ausgesaugt, die Akuma waren, da er sich nicht zurückhalten kann wenn er Akumas sieht und daher denken alle, dass er Menschen ausgesaugt habe, wie ein Vampir. Trinkt er Akumablut, aktiviert sich seine Innocence und er erhält übermenschliche Kräfte.

### Die Marschälle
Den Exorzisten übergeordnet stehen die 5 Marschälle: Kevin Yeegar, Cross Marian, Froi Tiedoll, Sokaro Winters und Klaud Nine. Sie sind, wie der Titel schon annehmen lässt, nicht nur mit die mächtigsten, sondern auch die stärksten Personen des schwarzen Ordens. (Ihre Synchronitätsrate mit ihrer Innocence liegt bei über 100 %). Ihre Aufgabe ist es, die verbleibende Innocence, sowie neue Exorzisten zu finden und auszubilden. Die meiste Zeit verbringen die Marschälle außerhalb des Ordens, meistens alleine – es sei denn, sie bilden momentan jemanden aus (z. B.: Wie Marshall Cross, Allen ausbildete) – allerdings ist es Pflicht, mindestens einmal im Monat zum Hauptquartier zurückzukommen und Bericht zu erstatten. Marschall Cross Marian allerdings hat sich seit 4 Jahren nicht mehr im HQ gemeldet. In der späteren Entwicklung der Serie wird auch aus Allen ein Marshall, als er die kritische Grenze von 100 % bricht (PointBreaker). Hevlaska, die alle gefundenen Innocence, welche ihre Besitzer noch nicht gefunden haben in ihrem Körper beherbergt merkt sofort wenn ein Innocence dabei ist diesen kritischen Punkt zu erreichen, dabei verspürt sie unglaubliche Schmerzen denn alle Innocence in ihrem Körper reagieren auf das sich Entwickelnde.
Cross Marian (クロス・マリアン, Kurosu Marian)
Er ist einer der fünf Marshälle und Allens ehemaliger Meister. Es ist wenig über ihn bekannt, da er die Basis des Ordens nicht betreten will und sich versteckt hält. Er ist der einzige, lebende Mensch, der Akuma umwandeln kann, also ihnen den Zerstörungswillen nehmen kann. Seine Anti-Akuma-Waffen sind der Sarg von Marieanne (Gottes Mutter) und eine Pistole namens Judgement („Urteil“). Cross hat eine Vorliebe für Frauen und versucht stets sie um den Finger zu wickeln. Er ist auch der Meister von Allen gewesen und hat ihn über die Akuma aufgeklärt. Als Allen so weit war, schickte er ihn zum Hauptquartier des Schwarzen Orden. Er selbst wollte allerdings nicht mit, deshalb knockte er Allen auch aus, als dieser ihn fragte, warum er allein gehen sollte.
- Klaud (Cloud) Nine

Sie ist die einzige Frau unter den Marschällen. Ihr Innocence ist ein kleiner weißer Affe mit dem Namen LauChimin, der in seinem normalen Zustand immer auf ihrer Schulter sitzt. Des Weiteren hat sie eine Peitsche, mit der sie LauChimin Befehle gibt. Man munkelt aber, dass auch dies ein Innocence ist, wie bei Cross Marian.
- Sokaro Winters

Er ist einer der fünf Marschälle. Über ihn ist nur wenig bekannt, da er wie die anderen Marschälle nie lange an einem Ort ist und nach kompatiblen Benutzern(Leute, die die Innocence benutzen können) für die Innocence sucht. Er war ein zum Tode verurteilter Mörder, wurde jedoch begnadigt als er zustimmte für den Schwarzen Orden als Exorzist zu arbeiten. Seine Anti-Akuma-Waffe trägt den Namen Madness und hat die Form eines zweischneidigen Schwertes. Sokaro ist sehr kampfeslustig und trägt fast immer eine Maske.

### Crow
Die Organisation mit dem Namen „Crow“ (Krähe) ist eine Art Leibgarde für die wichtigsten Personen des Schwarzen Ordens. Sie bestehen aus dritten Exorzisten, einem weiteren Experiment des Ordens, Exorzisten zu erschaffen, anstatt die Kompatiblen zu suchen. Diese Exorzisten sind Halb-Akuma, sie haben Akumagene in sich, darum reagieren sie auch negativ auf Innocence. Ihre Waffe ist ein veränderter Arm der die Akuma wie ein schwarzes Loch einsaugt. Die Mitglieder Madarao, Tewak, Goushi, Kiredori und Tokusa sind bekannt.

### Das Herz
Das Herz wird als die Innocence bezeichnet, die alle anderen kontrolliert. Der Millennium-Graf ist insbesondere auf der Suche nach ihr, weil er mit der Zerstörung des Herzens auch die Zerstörung jeder anderen Innocence hervorrufen würde und keine Exorzisten mehr existieren würden. Auf der anderen Seite kann man mit ihr auch jede andere Innocence verändern.

### Akuma
Als Akuma bezeichnet man die Wesen, die der Millennium-Graf erschafft und kontrolliert. Sie werden eingesetzt um gegen Exorzisten zu kämpfen und um die Welt zu zerstören.
Entstehung eines Akumas:
1. Eine trauernde Person muss gegeben sein (z. B.: Ein Junge verliert seinen Vater).
2. Wenn diese Person allein an einem Ort ist (meistens ein Friedhof), erscheint der Millennium-Graf.
3. Dieser sagt, er könne die Toten wieder auferstehen lassen und zaubert dann den „rohen“ Körper eines Akumas herbei, der wie ein Endoskelett aussieht.
4. Wenn die Person einwilligt, den Verstorbenen zurückzuholen, muss die Person mit innerster Kraft ihrer Seele den Namen des Verstorbenen rufen und dabei vor der Rüstung, bzw. dem „rohen“ Akuma stehen, die der Millennium-Graf heraufbeschworen hatte.
5. Durch die Verbindung der beiden Seelen (lebend, verstorben), wird die Seele der verstorbenen Person in der Akuma-Rüstung eingesperrt und muss dem Willen des Millennium-Grafen gegen ihren eigenen Willen gehorchen – man könnte also sagen, dass Akuma eine Art Untote sind.
6. Schließlich wird der Millennium-Graf dem Akuma befehlen, die Person, die den Namen der verstorbenen Person gerufen hat, zu töten und wie ein Kleid zu tragen, so dass kein anderer Mensch bemerken würde, dass etwas passiert ist.

Die Energie der Akuma sind die Trauer und das Leid, der in ihnen eingeschlossenen Seelen. Je mehr Menschen ein Akuma tötet, desto mehr leidet die Seele. Dadurch entwickeln sich die Akuma von Level 1 auf Level 4.

### Die Noah-Familie
Alle Mitglieder der Noah-Familie verspüren Hass auf die meisten Menschen, sie haben die Macht, Akuma zu befehligen.
Millennium-Graf (Adam): Er ist das Oberhaupt der Noahs. Er wird auch als der „Schöpfer“ bezeichnet, da er in der Lage ist, Akuma zu erschaffen. Doch das bildet nur einen Teil seiner Macht, denn er hat viele mystische Kräfte und ein großes Ziel, so sagt er „Ich werde diese Welt zu Grabe tragen!“ Er zeigt nur in ein Paar Episoden Emotionen wie z. B. Hass als die Arche zerstört wird.
Road Kamelot (Rhode Camelot): Road (Rhode) ist die älteste der Noah, auch wenn sie wie ein Kind aussieht und auch 'kindische Vorlieben' hat, z. B. Hausaufgaben machen, Spielen usw. Sie kann einen eigenen Raum erschaffen (Noah’s Traum), indem sie die schlimmsten Erinnerungen ihrer Opfer wachruft und sie ihnen noch einmal vor Augen führt. Obwohl sie wie ein kleines Mädchen aussieht, ist sie das älteste Noahkind und hat zudem die Position des „Spielers“ inne. Das bedeutet, dass sie die Arche nach belieben steuern und umprogrammieren kann. Road entwickelt eine tiefe Zuneigung und ein gewisses Interesse für Allen. Sie sieht ihn als ihr Eigentum an und behauptet selbst ihn zu lieben, man weiß aber nicht, ob es wirklich Liebe ist, denn sie scheut nicht davor zurück Allen körperlich und auch seelisch zu verletzen. Und obwohl ihr meist alles sehr egal ist, stellt sie ihre Familie, die Noah, über alles andere. Sie verkörpert den Noah der Träume.
Tiky Mikk (Ticky Mick)(Joyd): Tiky ist der zweitälteste Noah. Er wird vom Millennium-Grafen als Auftragsmörder eingesetzt. Seine Fähigkeit, Materie zu ignorieren und zu manipulieren, sowie seine menschenfressenden Golems („Tease“), welche wie Schmetterlinge aussehen, machen ihn zu einem gefährlichen Gegner. Er liebt sein Leben im Noah-Clan, aber auch das unter den Menschen. Der Millennium-Graf gibt ihm immer den Beinamen Haustier (pet), weil er seine richtigen Kräfte noch nicht entdeckt hat. Er verkörpert das Vergnügen oder den Genusses der Noah.
Skin Bolic (Wrathra): Er ist ein typischer Feind: leichtgläubig, doch enorm stark. Er kann sich in ein gelbes Monstrum verwandeln, das die Fähigkeiten von Noahs Rache in Form von Blitzen nutzt. Er mag nur süße Sachen und dreht jedes Mal durch, wenn er etwas zu essen vorgesetzt bekommt, das nicht süß ist. Skin verkörpert den Zorn der Noah. Er stirbt noch im ersten Animeteil.
Jasdevi (Jasdero & Devito): Diese beiden Noah sind eigentlich dieselbe Person, nämlich Jasdevi, und besitzen die Gabe, Dinge, die sie sich vorstellen, real zu machen. Sie müssen sich die Dinge nur gleichzeitig vorstellen und schon erscheinen sie. Sie bevorzugen es auch, mit ihren Pistolen selbst ausgedachten Patronen abzuschießen, welche dann Feuer, Eis oder zu anderen Geschossen werden. Um sich zu vereinigen, schießen sie auf den jeweils anderen, woraufhin sie zu einer Person werden, welche noch stärker ist als die beiden einzeln. Sie verkörpern die Bindungen der Noah.
Lulubell (Lustol): Sie ist eine Farben-Noah. Das heißt, sie ist in der Lage sich in viele verschiedene Formen zu verwandeln. (z. B.als Katze, Lenalee, Wasser usw.) Sie ist meistens sehr emotionslos und eine ausgezeichnete Taktikerin. Sie führt alle ihre Aufträge mit größter Präzision aus. Sie verkörpert die Lust der Noah.

## Veröffentlichungen

### Manga
D.Gray-man wird seit 2004 veröffentlicht. Bis April 2009 wurde die Reihe von Shūeisha im japanischen Magazin Shōnen Jump veröffentlicht. Von Mai 2009 bis Januar 2013 erfolgt die Veröffentlichung im Magazin Jump Square, von Juli 2015 bis Januar 2018 im Jump SQ.Crown und seit April 2018 im Jump SQ.Rise. Die Reihe wurde auch gesammelt in bisher 29 Sammelbänden veröffentlicht (Stand Juli 2025).
Auf Deutsch erscheint der Manga seit März 2006 bei Tokyopop in bisher 28 Bänden. Diese verkauften sich bis November 2013 mehr als 20 Millionen Mal.
In den Vereinigten Staaten und Kanada erscheint er bei VIZ Media, in Frankreich und Spanien bei Glénat und in Italien bei Panini Comics. Im Dezember 2011 erschien auch das Artbook D.Gray-Man: Noche bei Tokyopop auf Deutsch.

### Anime
Vom 3. Oktober 2006 bis zum 30. September 2008 wurde eine 103 Folgen umfassende Anime-Fernsehserie von TV Tokyo ausgestrahlt, die von TMS Entertainment unter der Regie von Osamu Nabeshima produziert wurde. Der Anime erzählt die Geschichte der Sammelbände 1 bis 16. Panini lizenzierte den Anime in Deutschland, veröffentlichte diesen jedoch nie. Seit 15. September 2011 sendet Animax D.Gray-man mit deutscher Synchronisation.
Von Oktober 2012 bis Juli 2014 erschienen die ersten 51 Folgen der Serie bei der polyband Medien GmbH auf DVD in deutscher Synchronisation.
Auf dem Jump Festa Event 2015 in Chiba hat der Verlag Shūeisha angekündigt, dass eine neue Adaption 2016 erscheinen wird. Diese Serie, D.Gray-man Hallow, lief mit 13 Folgen vom 5. Juli bis 27. September 2016 nach Mitternacht (und damit am vorigen Fernsehtag) auf TV Tokyo, TV Ōsaka und TV Aichi. Regie führt Yoshiharu Ashino.

#### Synchronisation
| Rolle         | 1. Serie                     | 1. Serie              | 2. Serie             |
| Rolle         | Japanischer Sprecher (Seiyū) | Deutscher Sprecher    | Japanischer Sprecher |
| ------------- | ---------------------------- | --------------------- | -------------------- |
| Allen Walker  | Sanae Kobayashi              | Leonhard Mahlich      | Ayumu Murase         |
| Lenalee Lee   | Shizuka Itō                  | Merete Brettschneider | Ai Kakuma            |
| Yu Kanda      | Takahiro Sakurai             | Tim Knauer            | Takuya Satō          |
| Rabi          | Ken’ichi Suzumura            | Tobias Schmidt        | Natsuki Hanae        |
| Miranda Lotto | Megumi Toyoguchi             | Josephine Schmidt     | Ami Koshimizu        |
| Tiky Mikk     | Toshiyuki Morikawa           | Tobias Diakow         | Masakazu Nishida     |
| Eliade        | Maya Okamoto                 | Katharina von Keller  |                      |

### Videospiel
Einzelne Charaktere der Serie erscheinen in den Nintendo-Spielen Jump Super Stars und Jump Ultimate Stars. Im März 2007 ist ein D.-Gray-Man-Spiel für den Nintendo DS in Japan erschienen.